# Aeschynanthus dunnii
Aeschynanthus dunnii là một loài thực vật có hoa trong họ Tai voi. Loài này được H.Lév. mô tả khoa học đầu tiên năm 1911.